# Cuichapa
Cuichapa è una municipalità dello stato di Veracruz, nel Messico centrale, il cui capoluogo è la località omonima.
Conta 11 645 abitanti (2010) e ha una estensione di 34,70 km². 	 		
Il nome della località in lingua nahuatl significa nel fiume di fuliggine.